# Trịnh Vân Long
Trịnh Vân Long (ur. 2003) – wietnamski zapaśnik walczący w stylu wolnym. Srebrny medalista mistrzostw Azji Południowo-Wschodniej w 2022 roku.